# Gymnelus pauciporus
Gymnelus pauciporus är en fiskart som beskrevs av Anderson 1982. Gymnelus pauciporus ingår i släktet Gymnelus och familjen tånglakefiskar. Inga underarter finns listade i Catalogue of Life.